# Aligot cap-ratllat
L'aligot cap-ratllat (Pseudastur occidentalis) és una espècie d'ocell de la família dels accipítrids (Accipitridae). Habita els boscos de les muntanyes de l'oest de l'Equador. El seu estat de conservació es considera en perill d'extinció.